# Johann Wilhelm Klein

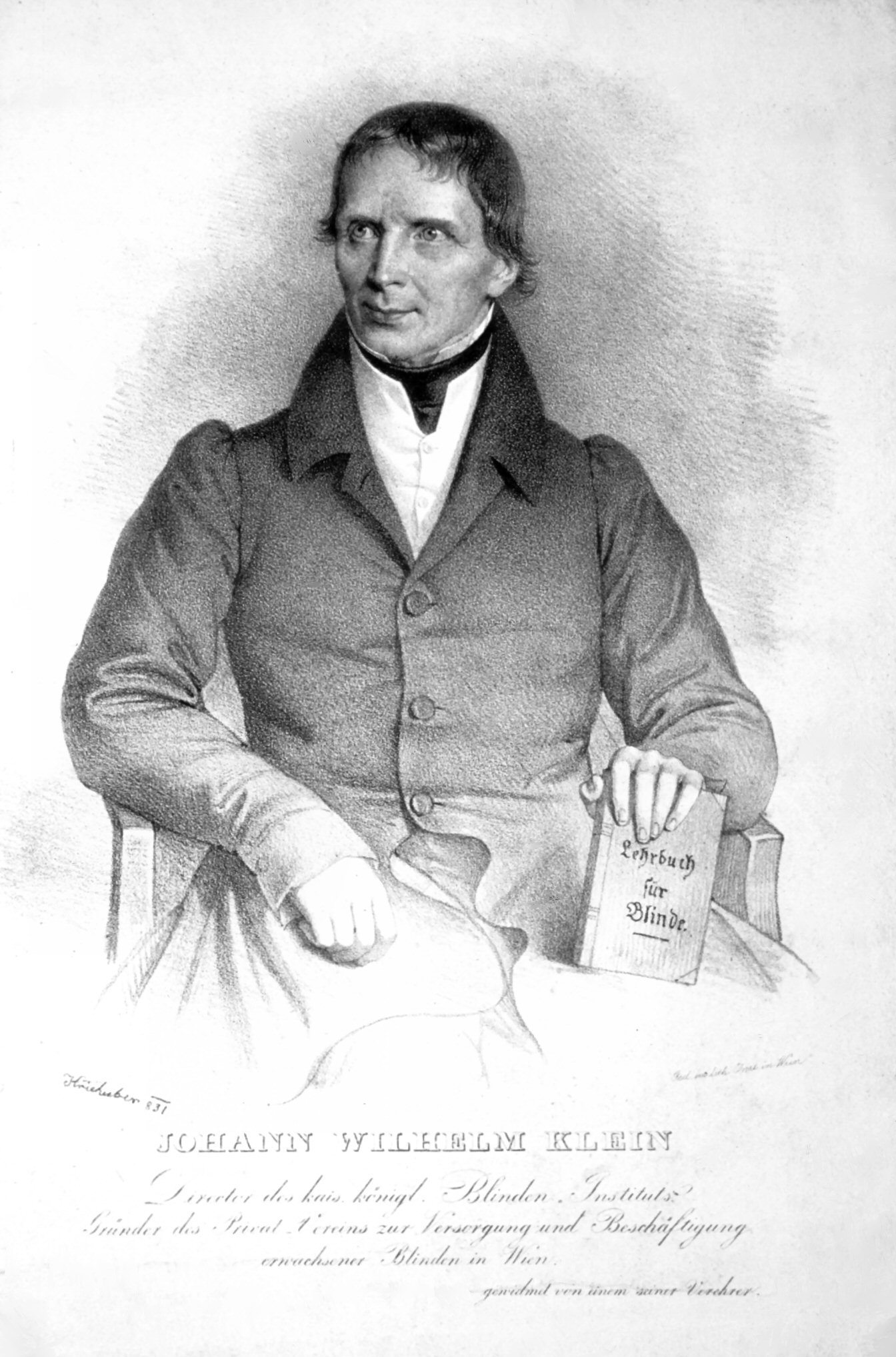
Johann Wilhelm Klein, Lithographie von Josef Kriehuber, 1831

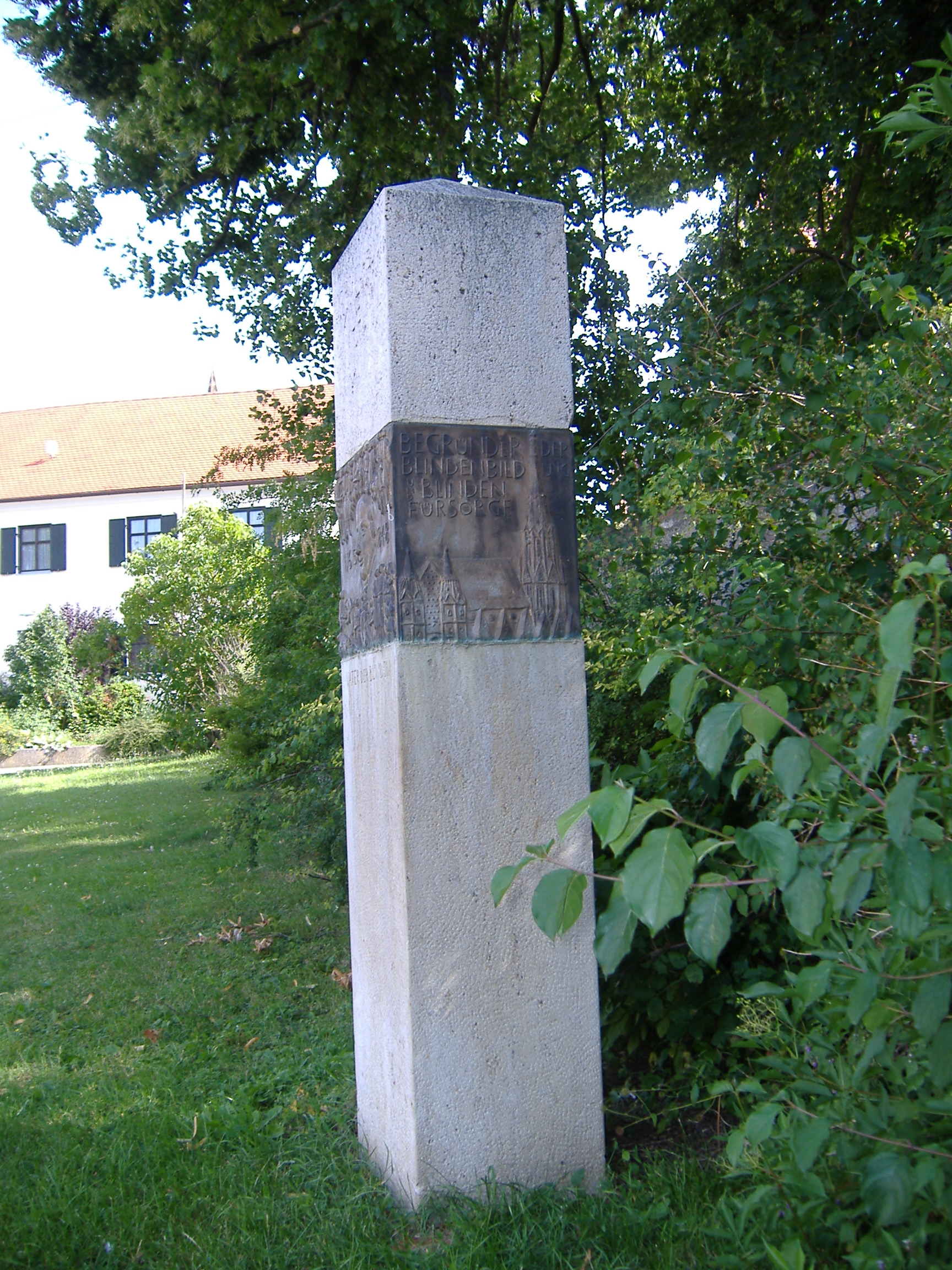
Stele in Erinnerung an Johann Wilhelm Klein in der Dorfmitte von Alerheim

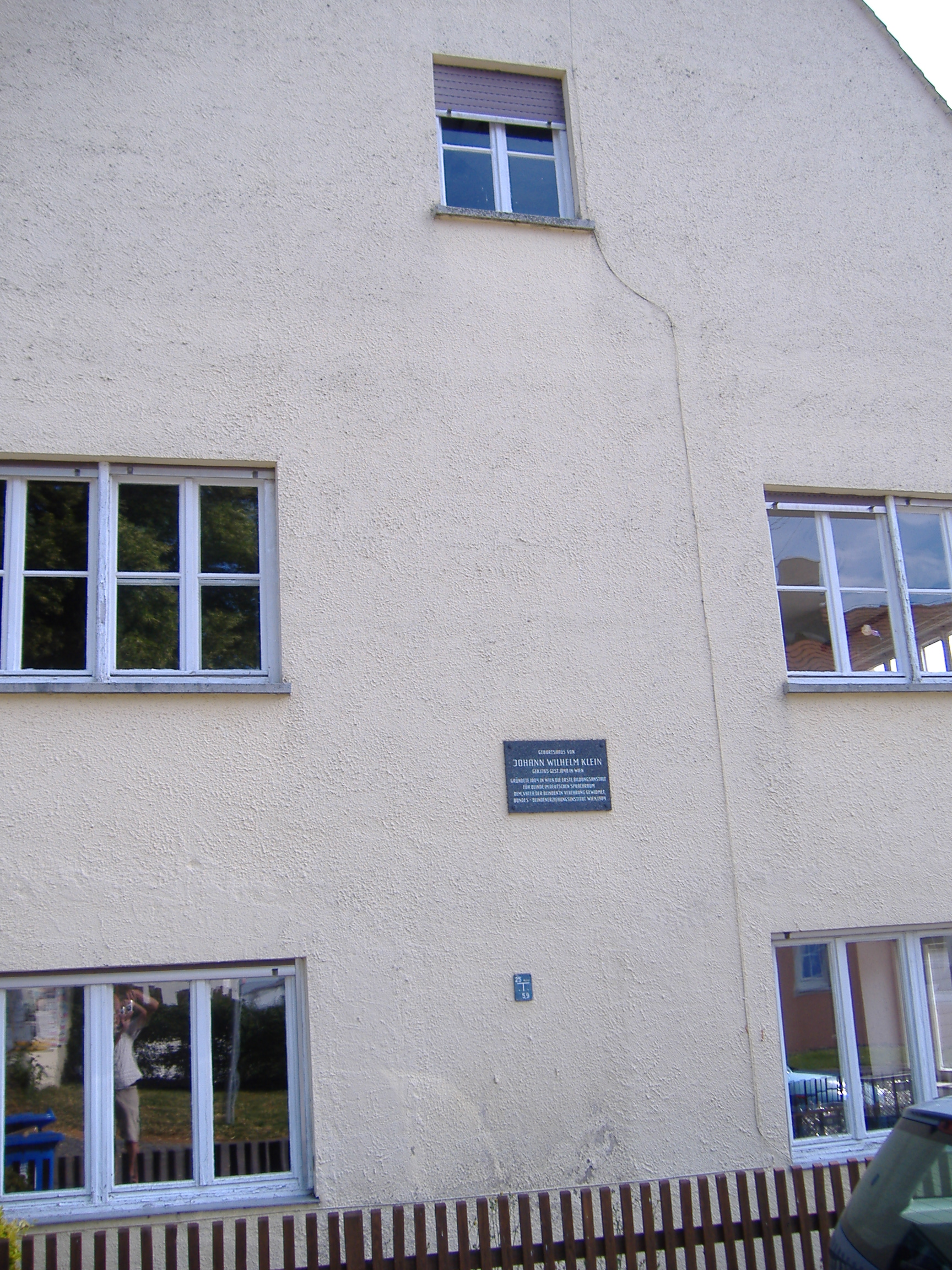
Geburtshaus von Johann Wilhelm Klein in Alerheim

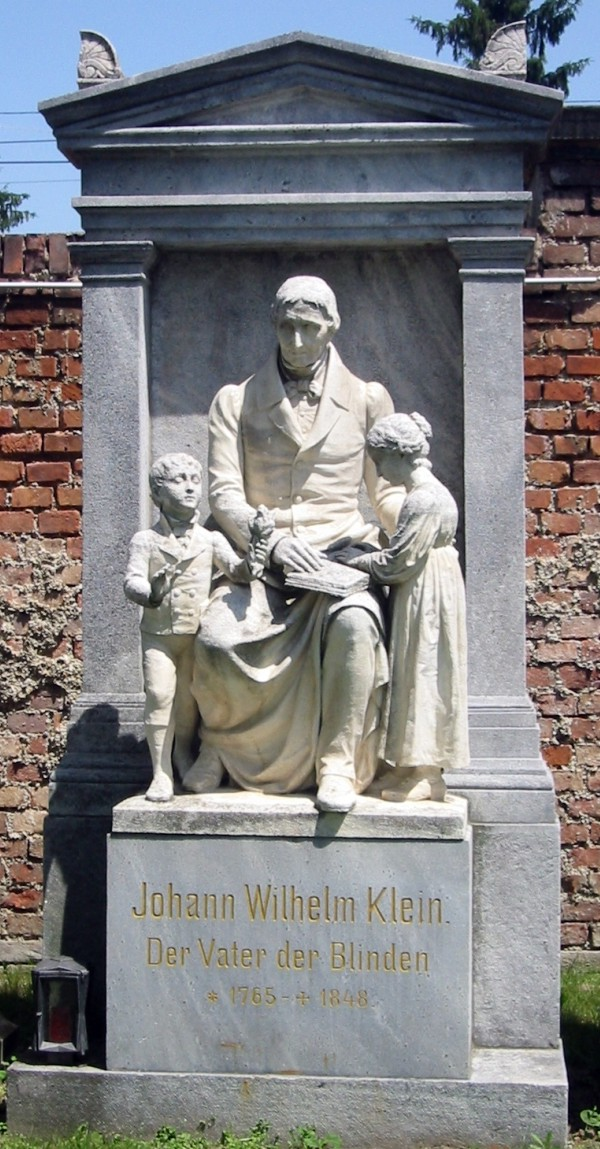
Grabstätte von Johann Wilhelm Klein auf dem Zentralfriedhof Wien

Johann Wilhelm Klein (* 11. April 1765 in Alerheim bei Nördlingen; † 12. Mai 1848 in Wien) war ein Pionier der Blindenbildung.

## Leben
Nach seinen Jugendjahren besuchte er das Gymnasium, anschließend studierte er Rechtswissenschaften an der „Hohen Karlsschule“ in Stuttgart.
Nach seinem Studium verdiente sich Klein seinen Lebensunterhalt vorerst als Sekretär beim fürstlichen Oberamt in Alerheim.
Die napoleonischen Eroberungszüge brachten großes Elend und bittere Not in die Heimat Kleins. Tatkräftig versuchte er zu helfen, musste jedoch erkennen, dass er alleine nicht fähig war, die Not der Bevölkerung zu bekämpfen.
1799 reiste er daraufhin per Schiff in die Kaiserstadt Wien, in der er sein weiteres Leben verbringen sollte.
Die fortschrittlichen Verhältnisse in Österreich unter Kaiser Joseph II. mögen ihn angezogen haben.
Wenig weiß man über die ersten vier Jahre in Wien. Bekannt ist aber, dass er in sehr ärmlichen wirtschaftlichen Verhältnissen lebte und seinen Unterhalt als Hauslehrer des Sohns des Grafen Wallis verdiente.
Ehrenamtlich wurde er als Armenbezirksdirektor einberufen und so hatte Klein mit vielen blinden Menschen zu tun, die einen großen Anteil der Armen ausmachten.

## Leistung
Am 13. Mai 1804 begann Klein einen blinden Jugendlichen, Jakob Braun, mit staatlicher Unterstützung im eigenen Heim zu unterrichten. Somit entstand in Wien das erste Blindenerziehungsinstitut innerhalb des deutschsprachigen Raumes. Kleins Lebensaufgabe galt von nun an der Sorge um die blinden Kinder, ihrer Erziehung und auch der Berufsorientierung, um sie zu „vollwertigen Gliedern in der Arbeitswelt“ zu machen.
1807 stellte Klein seinen „Stachel-Typen-Apparat“ vor, eine Druckeinrichtung, mit der er die Großbuchstaben der lateinischen Schrift in punktierter Form ins Papier drücken konnte. Diese Schrift, auf Grund der Form der Typen auch Stachelschrift genannt, ließ sich von blinden und sehenden Menschen gleichermaßen lesen. Für blinde Menschen war diese Schrift allerdings nicht leicht zu lesen und per Hand selbst für sehende kaum zu schreiben. Klein lehnte die Brailleschrift wegen ihrer Unähnlichkeit mit der normalen Schrift ab.
1826 errichtete er in der Wiener Vorstadt Josefstadt eine „Versorgungs- und Beschäftigungsanstalt für blinde Erwachsene“.
Inmitten der bürgerkriegsähnlichen Tumulte im Jahr 1848 verstarb Klein an einer Lungenentzündung am 12. Mai im 84. Lebensjahr. Er wurde auf dem Schmelzer Friedhof beigesetzt und später in ein Ehrengrab auf dem Wiener Zentralfriedhof (Gruppe 0, Reihe 1, Nummer 19) umgebettet.

## Ehrungen
Viele Ehrungen nach seinem Tod erinnern an das Werk von Klein:
- Im Jahr 1862 wurde in Wien-Landstraße (3. Bezirk) die Kleingasse nach ihm benannt.
- Seit 1. August 1984 ist die „Johann-Wilhelm-Klein-Volksschule“ in seinem Geburtsort Alerheim nach ihm benannt.[1]
- Am 8. Mai 1988 wurde in Alerheim eine von Ernst Steinacker geschaffene Stele geweiht und an seinem Geburtshaus gibt es eine Gedenktafel.
- 2006 wurde in Würzburg die Johann Wilhelm Klein-Akademie GmbH gegründet, eine Fortbildungseinrichtung im Bereich der Blinden- und Sehbehindertenpädagogik.

## Werke
Auch Kleins schriftstellerische Tätigkeit sollte nicht unerwähnt bleiben. 1819 verfasste er ein „Lehrbuch zum Unterrichte Blinder“. Es galt als Wegweiser für Generationen von Blindenlehrern.